# Periscepsia cleui
Periscepsia cleui là một loài ruồi trong họ Tachinidae.